# Azərbaycan Kuboku 2007-2008
La Azərbaycan Kuboku 2007-2008 è stata la 16ª edizione della coppa nazionale azera, disputata tra il 26 settembre 2007 (con gli incontri del turno preliminare) e il 24 maggio 2008 e conclusa con la vittoria del FK Khazar Lenkoran, al suo secondo titolo.

## Ottavi di finale
Gli incontri di andata si disputarono tra il 24 e il 31 ottobre mentre quelli di ritorno tra il 31 ottobre e il 7 novembre 2007.
| Squadra 1        | Totale | Squadra 2          | Andata | Ritorno |
| ---------------- | ------ | ------------------ | ------ | ------- |
| PFC Turan Tovuz  | 1 - 4  | FK Karabakh        | 0 - 2  | 1 - 2   |
| Masallı          | 2 - 5  | FC Inter Baku      | 0 - 2  | 2 - 3   |
| Gänclärbirliyi   | 1 - 9  | FK Khazar Lenkoran | 1 - 4  | 0 - 5   |
| FC Gabala        | 2 - 2  | FK Simurq Zaqatala | 1 - 0  | 1 - 2   |
| ABN-Bärdä        | 2 - 4  | FK Olimpik Baku    | 1 - 1  | 1 - 3   |
| PFC Neftchi Baku | 4 - 0  | Abşeron            | 3 - 0  | 1 - 0   |
| FK Baku          | 5 - 0  | FC Inter Baku 2    | 3 - 0  | 2 - 0   |
| FK Standard Baku | 4 - 0  | FK Karvan          | 2 - 0  | 2 - 0   |

## Quarti di finale
Gli incontri di andata si disputarono il 6 e 7 mentre quelli di ritorno il 19 e 20 marzo 2008.
| Squadra 1        | Totale | Squadra 2          | Andata | Ritorno |
| ---------------- | ------ | ------------------ | ------ | ------- |
| FK Karabakh      | 2 - 3  | FC Inter Baku      | 2 - 2  | 0 - 1   |
| FK Olimpik Baku  | 1 - 2  | FK Khazar Lenkoran | 1 - 0  | 0 - 2   |
| FK Baku          | 3 - 4  | FC Gabala          | 1 - 1  | 1 - 1   |
| PFC Neftchi Baku | 5 - 1  | FK Standard Baku   | 4 - 1  | 1 - 0   |

## Semifinali
Gli incontri di andata si disputarono il 9 mentre quelli di ritorno il 23 aprile 2008.
| Squadra 1        | Totale | Squadra 2          | Andata | Ritorno |
| ---------------- | ------ | ------------------ | ------ | ------- |
| FC Gabala        | 2 - 4  | FK Khazar Lenkoran | 1 - 3  | 1 - 1   |
| PFC Neftchi Baku | 2 - 3  | FC Inter Baku      | 2 - 2  | 0 - 1   |

## Finale
La finale venne disputata il 24 maggio 2008 a Baku. Il FK Khazar Lenkoran vinse ai tempi supplementari dopo che l'incontro si concluse 0-0 al novantesimo minuto.
| Baku 24 maggio 2008 | FK Khazar Lenkoran | 2 – 0 | FC Inter Baku |  |